# Tristan T
Tristan T er et dansk postpunk-band. Bandet blev dannet i 1982 i Haderslev, Sønderjylland og efter en del medlemsudskiftning i årene 1987 til 1990 opløsedes Tristan T i 1991.
Bandet er navngivet efter den rumænsk-franske poet og Dada-grundlægger Tristan Tzara.

## Historie

### Formation og årene som trio (1982 – 1987)
Efter at Jan Laursen (orgel, vokal) og Benny Woitowitz' (bas, trommer, trompet, rytmeboks) forrige band End Of Your Garden blev opløst, danner de to Tristan T i Haderslev sammen med Laursens bror, Bo Hauge Laursen (guitar), i 1982. Tristan T debuterer herefter hurtigt ved den lokale Kløften Festival. I de kommende år optræder Tristant T sammen med blandt andet Kliché, Sods og D-A-D.[kilde mangler]
I 1983 medvirker Tristan T på opsamlingsalbummet udgivet af Irmgardz Somewhere Outside med tre numre ("Udsalgsengle", "Isolde" og "Nordlys") optaget af Tømrerclaus og i 1984 på Complication – A Danish Compilation udgivet af Freshly Riots' pladeselskab Bondeskiver med de tre numre "Hallo Hallo", "Isolde Danser" og "Ansigt". I april 1984 udsender bandet kassettebåndet Tristan Slår på Tromme på Replik Muzick. Båndet indeholder seks remix- og dub-udgaver af numrene fra complicationalbummet.
Senere i september 1984 udgiver Tristan T deres første album Hej Verden på Replik Muzick, som blev produceret med hjælp af Mogens Jacobsen fra Cinema Noir. Jakobsen medvirker herefter som fast gæstemusiker ved liveoptæderne og i studiet. Pladen får rigtig god kritik af de fleste danske anmeldere.
I 1985 medvirkede Tristan T i det direkte ungdomsprogram Kajplads 114 med programvært Poul Nesgaard, hvor Tristan T spillede "Hallo Hallo" og "Hun Køder Sig".[kilde mangler] Sommeren 1985 optrådte Tristan T på Roskilde Festival. I 1986 medvirkede Tristan T i P3's liveprogram Rockparty med fire numre og påbegyndte samme år indspilningerne til deres andet album Blodrus, der udkom i 1986 på pladeselskabet Sonet. På albummet medvirkede den danske digter, forfatter og anmelder Poul Borum. Han reciterede sin egen fordanskning af Lou Reeds hitsingle "Walk On The Wild Side", der kom til at hedde "På Vildspor". Sangen udkommer også som 7" single i et remix af Finn Verwohlt (SW-80, Lars H.U.G). Albummet får igen ros af de danske anmeldere.[kilde mangler] Mogens Jakobsen (synthesizer, sampler) indtræder som fast medlem i løbet af 1986 / 1987, hvor Benny Woitowitz samtidig forlod gruppen. I januar 1987 spiller Tristan T i Saga med amerikanske Suicide og danske Det Neodepressionistiske Danseorkester. Til koncerten har trioen Tristan T medbragt i alt 10 gæsteoptrædende i form af blandt andet Poul Borum, Master Fatman og Peter H. Olesen og Henrik Olesen (fra senere Olesen-Olesen).

### De sidste år (1987 - 1991)
I årene 1987 – 1991 optræder Tristan T sporadisk live. Jens Rasmussen (guitar) indtræder i gruppen, og Bo Laursen skifter til bas. Senere kommer Per Juul Carlsen (sampler) og Søren Mørk (trommer) til. Fra midten af 1980'erne har Jan Laursen været ansat hos Danmarks Radio som programmedarbejder, nu som redaktionschef i DR Kultur. Han har endvidere været anmelder på MM (musikmagasin) og Information. I løbet af 1990 indspiller Tristan T to numre ("Barbie" og "Jeg Letter På Min Hat"). Disse optagelser udkommer dog først i 2006 på opsamlingsalbummet Alt. I 1991 opløses Tristan T.

### Gendannelse (2006 -)
I 2006 udsendte det københavnske pladeselskab Glorious Records opsamlingsalbummet Alt. Albummet indeholder stort set alle Tristan T studieoptagelser samt diverse uudgivet materiale og livenumre. Endvidere har Jan Laursen og Bo Hauge Laursen indspillet det helt nye nummer "Englemund" til albummet.
I årene herefter er aktiviteten sporadisk - bl.a.  lægger Tristan T tre nye numre udpå deres Myspace-side i 2007, men det er først efter en koncert i Huset, København, i maj 2019, at den originale trio officielt bliver gendannet. Og i maj 2023 udkommer bandets tredje album, Præriens Glemte Børn, digitalt og på vinyl. Det er produceret i samarbejde ned Jan Rørdam.

## Diskografi
- Somewhere Outside (dobbelt vinylalbum) 1983 Irmgardz – IRMG08
- Complication – A Danish Compilation (vinylalbum) 1984 Bondeskiver – Kolos 2
- Tristan Spiller På Tromme (kassettebånd) 1984 Replik Muzick – Rep12
- Hej Verden (vinylalbum) 1984 Replik Muzick – Rep18
- På Vildspor (7" vinylsingle) med Poul Borum 1986 Sonet T 8559
- Blodrus (vinylalbum) 1986 Sonet SLP 1656
- Alt (album) (dobbelt cd) 2006 Glorious Records GRTT 12
- Præriens Glemte Børn (album) (vinylalbum) 2023 Glorious Records GRTT 125